# Гондурасско-китайские отношения
Гондурасско-китайские отношения — дипломатические, политические и экономические отношения между Гондурасом и Китайской Народной Республикой, до 2023 года — Китайской Республикой(Тайвань). 

## История
Республика Гондурас и правительство Китайской республики, базирующееся в Чунцине, вступили в дипломатические отношения 9 апреля 1941 года, но продолжили их после того, как китайское правительство проиграло коммунистам гражданскую войну в Китае и бежало на остров Тайвань, бывшую префектуру Цин, переданную Японии с 1895 по 1945 год. C 20 мая 1965 года отношения между двумя странами были повышены до уровня посольств. Гондурас открыл посольство в Тайбэе в июне 1985 года и направил посла.
1 января 2023 года министр иностранных дел Гондураса Энрике Рейна встретился с заместителем министра иностранных дел Китайской Народной Республики Се Фэном на церемонии инаугурации президента Бразилии Луиса Инасиу Лулы да Силвы в Бразилии. 14 марта президент Гондураса Сиомара Кастро объявила, что она поручила своему министру иностранных дел начать процесс установления официальных отношений с Китайской Народной Республикой.
25 марта Китай и Гондурас установили дипломатические отношения. Стороны подписали "Совместное коммюнике Китайской Народной Республики и Республики Гондурас об установлении дипломатических отношений".  Параллельно с этим Гондурас разорвал отношения с Китайской Республикой(Тайвань). Власти Тайваня заявили о закрытии посольства в Гондурасе.
В марте 2023 года Гондурас объявил, что ведёт переговоры с Китаем о строительстве плотины гидроэлектростанции Патука II.